# Fuerza Regida

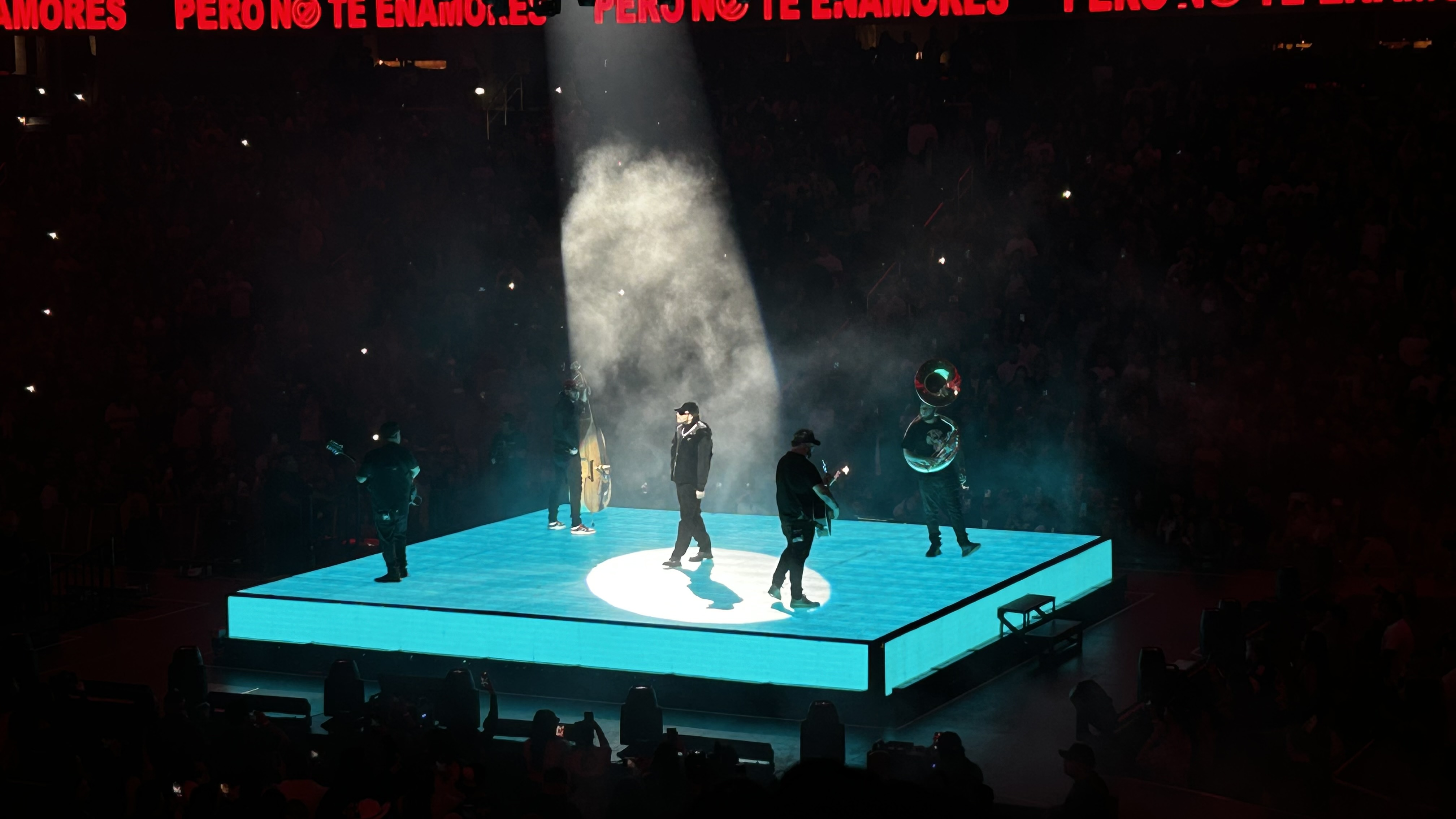
Fuerza Regida bei einem Auftritt in der Capital One Arena (2019)

Fuerza Regida ist eine US-amerikanische Band, die traditionelle mexikanische Musik spielt.

## Geschichte
Fuerza Regida gründeten sich 2015 in San Bernardino. In ihrer Anfangszeit traten sie als reine Coverband auf Partys auf. Das zusammen mit dem im gleichen Genre angesiedelten Band Grupo Frontera aufgenommene Lied Bebe Dame erreichte 2022 Platz eins der Billboard Hot Latin Songs. Seit 2021 sind sie mit unterschiedlichen Liedern Dauergast in ebenjener Hitparade.

## Diskografie
Studioalben

| Jahr | Titel Musiklabel              | Höchstplatzierung, Gesamtwochen, AuszeichnungChartplatzierungen (Jahr, Titel, Musiklabel, Platzierungen, Wochen, Auszeichnungen, Anmerkungen) | Höchstplatzierung, Gesamtwochen, AuszeichnungChartplatzierungen (Jahr, Titel, Musiklabel, Platzierungen, Wochen, Auszeichnungen, Anmerkungen) | Höchstplatzierung, Gesamtwochen, AuszeichnungChartplatzierungen (Jahr, Titel, Musiklabel, Platzierungen, Wochen, Auszeichnungen, Anmerkungen) | Höchstplatzierung, Gesamtwochen, AuszeichnungChartplatzierungen (Jahr, Titel, Musiklabel, Platzierungen, Wochen, Auszeichnungen, Anmerkungen) | Anmerkungen                              |
| Jahr | Titel Musiklabel              | US | Latin | ES | MX | Anmerkungen                              |
| ---- | ----------------------------- | --- | --- | --- | --- | ---------------------------------------- |
| 2018 | En vivo puros corridos        | — | — | — | — | Erstveröffentlichung: 20. Juli 2018      |
| 2019 | Del barrio hasta aquí         | — | Latin8 (60 Wo.)Latin | — | — | Erstveröffentlichung: 4. Juli 2019       |
| 2019 | Pisteando con la regida       | — | Latin26 (1 Wo.)Latin | — | — | Erstveröffentlichung: 13. Dezember 2019  |
| 2020 | Otro pedo, otro mundo         | — | Latin45 (1 Wo.)Latin | — | — | Erstveröffentlichung: 25. September 2020 |
| 2021 | Del barrio hasta aquí, Vol. 2 | — | Latin14 ×2Doppelplatin · (84 Wo.)Latin | — | — | Erstveröffentlichung: 31. Dezember 2021  |
| 2022 | Sigan hablando                | US65 (11 Wo.)US | Latin2 ×7Siebenfachplatin · (59 Wo.)Latin | — | MX— PlatinMX | Erstveröffentlichung: 28. Dezember 2022  |
| 2022 | Pa que hablen                 | US60 (38 Wo.)US | Latin3 Diamant + Platin · (101 Wo.)Latin | — | MX— ×5FünffachgoldMX | Erstveröffentlichung: 30. Dezember 2022  |
| 2023 | Pa las baby’s y belikeada     | US14 (87 Wo.)US | Latin1 ×2Doppeldiamant · (… Wo.)Latin | — | MX— ×3DreifachplatinMX | Erstveröffentlichung: 20. Oktober 2023   |
| 2024 | Pero no te enamores           | US25 (16 Wo.)US | Latin2 ×2Doppelplatin · (… Wo.)Latin | — | — | Erstveröffentlichung: 25. Juli 2024      |
| 2025 | 111XPANTIA                    | US2 (… Wo.)US | Latin1 (… Wo.)Latin | — | — | Erstveröffentlichung: 2. Mai 2025        |